# Српска народна радикална странка
Српска народна радикална странка је била српска политичка партија у Аустроугарској, настала 1887. године распадом Српске народне слободоумне странке на радикалну и либералну странку. Била је сестринска партија Народне радикалне странке у Србији. Вођа радикала је био Јаша Томић, а страначки лист Застава.
Једна је од оснивача Хрватско-српске коалиције (1905) која је владала у Хрватској и Славонији, али је убрзо напустила коалицију.
Имала два заступника у Народном вијећу Словенаца, Хрвата и Срба.